# Oceania Rugby
Oceania Rugby è l’organismo di governo del rugby a 15 in Oceania.
Costituitosi nel 2000 con il nome di Federation of Oceania Rugby Unions (FORU o F.O.R.U.) , organizza il proprio campionato continentale seniores maschile e, dal 2016, anche femminile.
Al 2019 le federazioni su cui ha giurisdizione sono 16, 12 delle quali sono anche affiliate a World Rugby.
La sua sede è a Sydney, in Australia, e il suo presidente è, dal maggio 2016, il papuano Richard Sapias.

## Storia
FORU nacque nel 2000 a seguito di un periodo turbolento per il rugby del Pacifico: dopo 5 anni di professionismo, infatti, le tre grandi federazioni isolane, Figi, Samoa e Tonga soffrivano per la mancanza di sponsor e il rischio di vedersi saccheggiato il parco giocatori dalle maggiori union a seguito delle nuove regole di idoneità internazionale.
Il nuovo organismo, istitutito dall'IRB per venire incontro alle federazioni oceaniane, soprattutto quelle senza la forza di Australia e Nuova Zelanda, tuttavia non trovò subito il favore dei Paesi membri: alla FORU fu assegnato un voto unico nel consiglio IRB laddove Figi, Samoa e Tonga avrebbero preferito avere voti individuali.
Nel 2005 FORU istituì la Oceania Cup, un torneo riservato alle nazionali emergenti del continente, al fine di dar loro un torneo ufficiale per cui competere su base periodica che, in qualche occasione, fu utilizzato anche come qualificazione alla Coppa del Mondo.
Analogo torneo fu istituito circa dieci anni dopo ma a livello femminile seniores, la Oceania Rugby Women's Championship, sia come terminale naturale del rugby femminile internazionale nel Pacifico sia in veste anch'esso di zona qualificatoria alla massima competizione mondiale di categoria.
Nel 2015 il nome della confederazione fu cambiato in Oceania Rugby per uniformarsi a quello di World Rugby e delle altre organizzazioni continentali ad essa affiliate.
Da maggio 2016 Oceania Rugby è presieduta da Richard Sapias, dirigente sportivo che in passato fu anche presidente della federazione di Papua Nuova Guinea, organismo rugbistico del suo Paese d'origine.

## Competizioni
Oceania Rugby organizza i tornei maggiori a XV maschile e femminile; al 2020 quello maschile è giunto alla decima edizione, mentre quello femminile alla terza.
Dal 2015 organizza anche il campionato continentale giovanile a XV, l'Oceania Rugby Under-20 Championship.
Collabora inoltre, benché la competenza sia diretta di World Rugby, all'organizzazione di due tornei transcontinentali nell'area, la Pacific Nations Cup e il Pacific Challenge, quest'ultimo torneo misto squadre nazionali, squadre A e club.
A livello di rugby a 7, altresì, organizza i due campionati continentali di categoria, l'Oceania Sevens e l'Oceania Women's Sevens.
Entrambe fanno parte del circuito di qualificazione al torneo olimpico di rugby a sette.

## Federazioni associate
Federazioni rugbistiche affiliate a Oceania Rugby al 31 maggio 2019.
In corsivo le federazioni affiliate a Oceania Rugby ma non a World Rugby.
Gli anni tra parentesi sono relativi all'affiliazione a World Rugby.
- Australia (1949)
- Figi (1987)
- Isole Cook (1995)
- Isole Salomone (1999)
- Nauru
- Niue (1999)
- Nuova Caledonia
- Nuova Zelanda (1949)
- Papua Nuova Guinea (1993)
- Samoa (1988)
- Samoa Americane (2005)
- Tahiti (1994)
- Tonga (1987)
- Tuvalu
- Vanuatu (1999)
- Wallis e Futuna